# Eggshells
Pour plus de détails, voir Fiche technique et Distribution.
Eggshells est un film psychédélique expérimental américain réalisé par  Tobe Hooper et sorti en 1969.
Hooper, qui a coécrit le film avec Kim Henkel, a également été l'un des producteurs du film. Il s'agit du premier film de son réalisateur, avant son succès retentissant cinq ans plus tard dans un tout autre genre avec Massacre à la tronçonneuse.

## Synopsis
Un groupe de jeunes hippies, ayant récemment emménagé dans une vieille maison dans les bois, prend peu à peu conscience d'une présence d'un autre monde résidant dans le sous-sol de la maison,.

## Fiche technique
- Titre original : Eggshells[3] (litt. « Coquilles d'œuf »)
- Réalisation : Tobe Hooper
- Scénario : Tobe Hooper, Kim Henkel
- Photographie : Tobe Hooper
- Montage : Robert Elkins, Tobe Hooper
- Musique : Spencer Perskin, Shiva's Headband, Jim Schulman
- Effets spéciaux : Tobe Hooper
- Production : David L. Ford, Tobe Hooper, Raymond O'Leary
- Studio de production : Watchmaker Films
- Pays de production :  États-Unis
- Langue originale : anglais américain
- Format : couleurs - 1,37:1 - Son mono - 16 mm
- Genre : film psychédélique expérimental
- Durée : 89 minutes
- Dates de sortie :
  - États-Unis : 1969[1],[2] ; 19 juin 1971 (Festival international du film d'Atlanta (en)) ; 9 février 1972 (Austin, Texas)
  - France : 9 septembre 2010 (L'Étrange Festival)[4],[5]

## Distribution
- Mahlon Foreman : Mahlon
- Ron Barnhart : Ron
- Amy Lester : Amy
- Kim Henkel : Toes
- Pamela Craig : Pam
- Jim Schulman : Jim
- Allen Danziger : Allen

## Production
Hooper s'est penché sur le film plus tard, lorsqu'il a raconté ses premiers pas de cinéaste :
« It's a real movie about 1969. It's kind of vérité but with a little push. Like a script on a napkin, improvisation mixed with magic. It was about the beginning of the end of the subculture. Most of it takes place in a commune house. But what they didn't know is that in the basement is a crypto-embryonic-hyper-electric presence that managed to influence the house and the people in it. The influences in my life were all kind of politically, socially implanted. »
— Tobe Hooper

« C'est un vrai film sur 1969. C'est une sorte de cinéma-vérité, mais avec un peu d'élan. C'est comme un scénario écrit sur une serviette de table, une improvisation mélangée à de la magie. Il s'agit du début de la fin de la sous-culture. La majeure partie de l'histoire se déroule dans une maison communale. Mais ce qu'ils ne savent pas, c'est que dans le sous-sol se trouve une présence crypto-embryonnaire-hyper-électrique qui a réussi à influencer la maison et les gens qui s'y trouvent. Mes sources d'inspiration ont toutes été mises en œuvre politiquement et socialement. »

## Accueil critique
Dans Libération, Olivier Lamm écrit « Film étrange partagé entre documentaire et chronique sociale très floue, Eggshells surprend avant tout puisqu'il annonce la révolution Massacre… par sa structure et ses zones d'ombre (à base d'étranges manigances en sous-sol) sans jamais approcher le territoire de l'épouvante ». Dans le même journal, Jean Baptiste Thoret écrit que « l'originalité de Eggshells tient en partie dans l'alternance de deux styles radicalement opposés, un style cinéma vérité, presque cassavetien, et des expérimentations inspirées des essais psychédéliques d'Anthony Stern (en) ou de Stan Brakhage ».
En 2017, Zane Gordon-Bouzard de Birth.Movies.Death a déclaré que le film « expose sa vision décousue de la vie hippie à Austin, au Texas, dans une série de rêveries éclaboussées d'acide ». Louis Black, a fait une critique positive du film dans le Austin Chronicle, déclarant qu'il s'apparentait beaucoup aux œuvres de Jean-Luc Godard. Black a également fait l'éloge du film pour sa capture des attitudes et des styles de vie de l'Austin des années 1960, ainsi que pour les images psychédéliques et la réalisation de Hooper.